# Arbus (Pyrénées-Atlantiques)
Pour les articles homonymes, voir Arbus.
Arbus [aʁbys] est une commune française, située dans le département des Pyrénées-Atlantiques en région Nouvelle-Aquitaine.

## Géographie

### Localisation
La commune d'Arbus se trouve dans le département des Pyrénées-Atlantiques, en région Nouvelle-Aquitaine.
Elle se situe à 14 km par la route de Pau, préfecture du département, et à 8 km de Lons, bureau centralisateur du canton de Lescar, Gave et Terres du Pont-Long dont dépend la commune depuis 2015 pour les élections départementales.
La commune fait en outre partie du bassin de vie de Pau.
Les communes les plus proches sont : 
Siros (2,2 km), Artiguelouve (3,1 km), Aussevielle (3,1 km), Denguin (3,3 km), Parbayse (3,3 km), Poey-de-Lescar (3,5 km), Tarsacq (3,8 km), Cuqueron (4,1 km).
Sur le plan historique et culturel, Arbus fait partie de la province du Béarn, qui fut également un État et qui présente une unité historique et culturelle à laquelle s’oppose une diversité frappante de paysages au relief tourmenté.

### Communes limitrophes
Les communes limitrophes sont  Abos, Artiguelouve, Aubertin, Denguin, Monein, Parbayse, Siros et Tarsacq.
| Tarsacq, Abos | Denguin  | Siros        |
| Parbayse      | Arbus    | Artiguelouve |
| Monein        | Aubertin |              |

### Paysages et relief

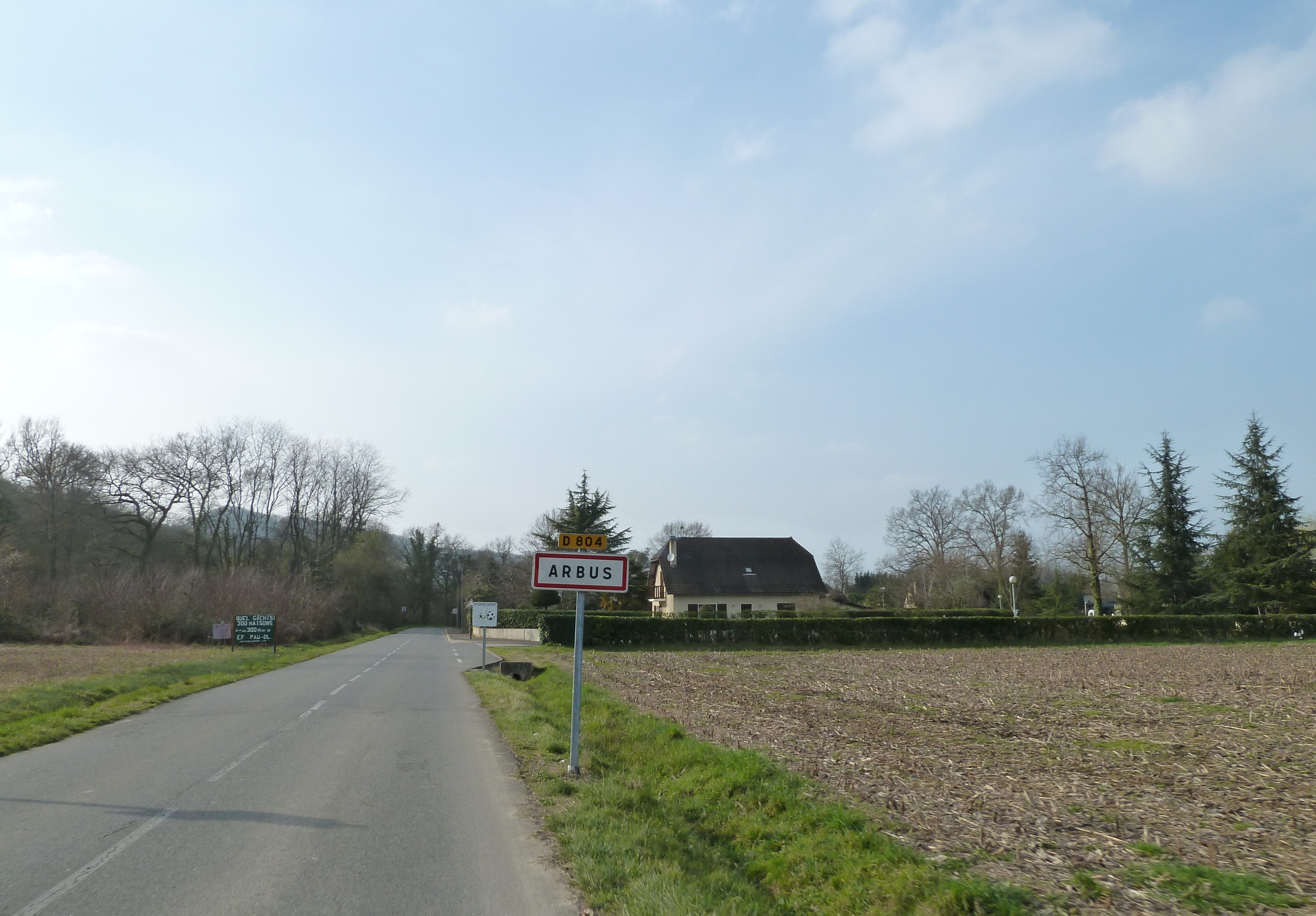
Entrée dans Arbus.
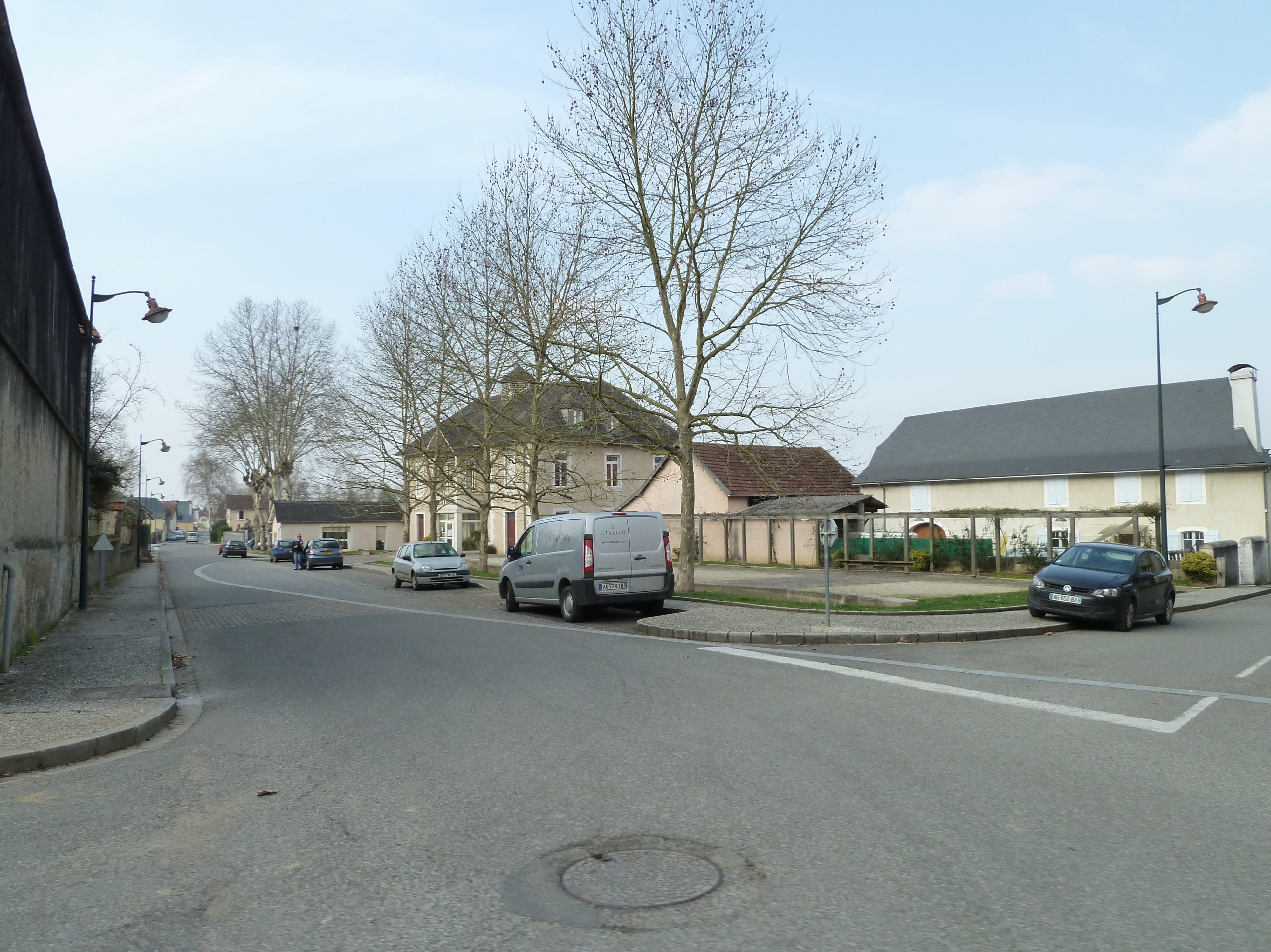
Centre du village avec la mairie.
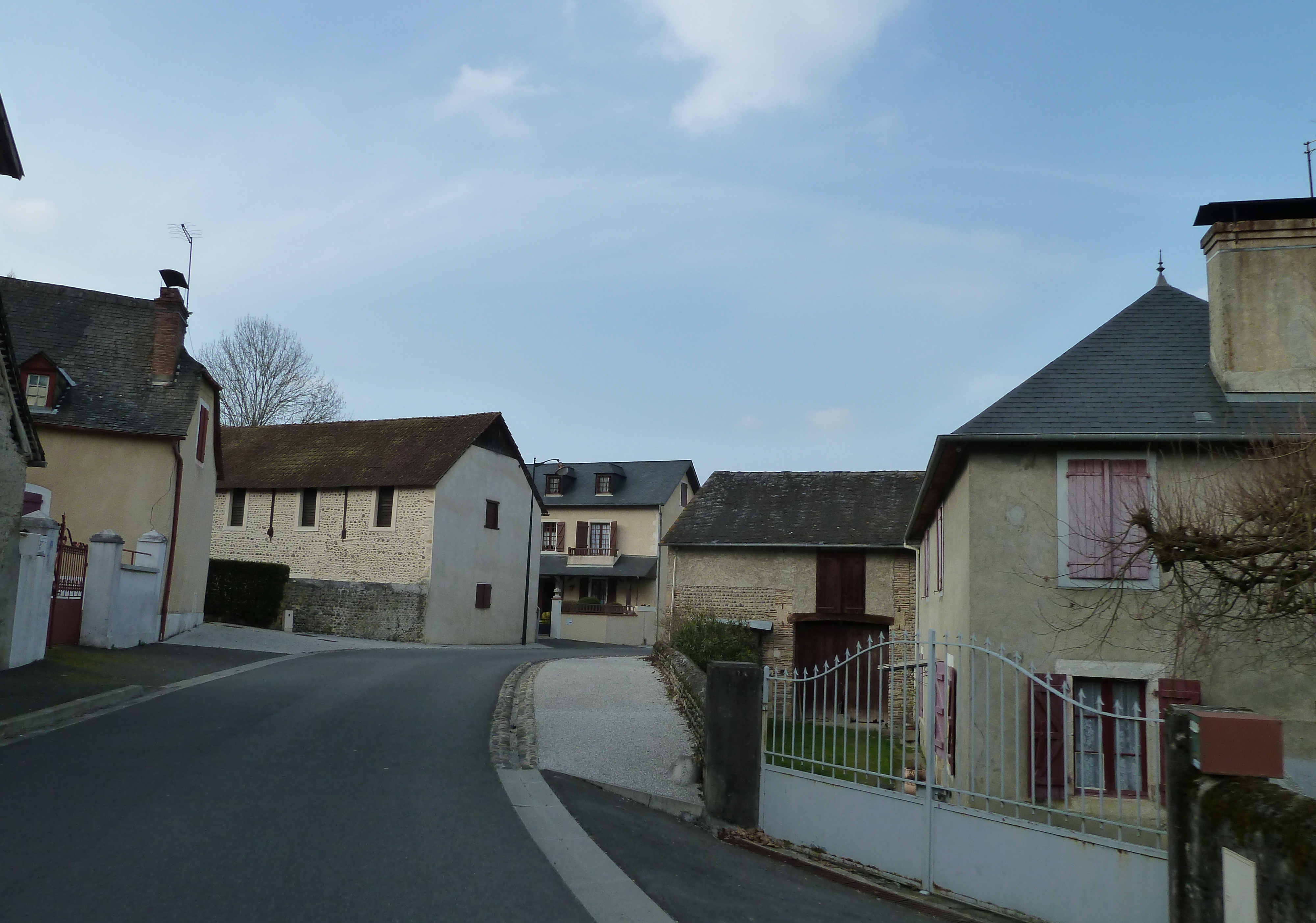
Le bourg.

### Hydrographie

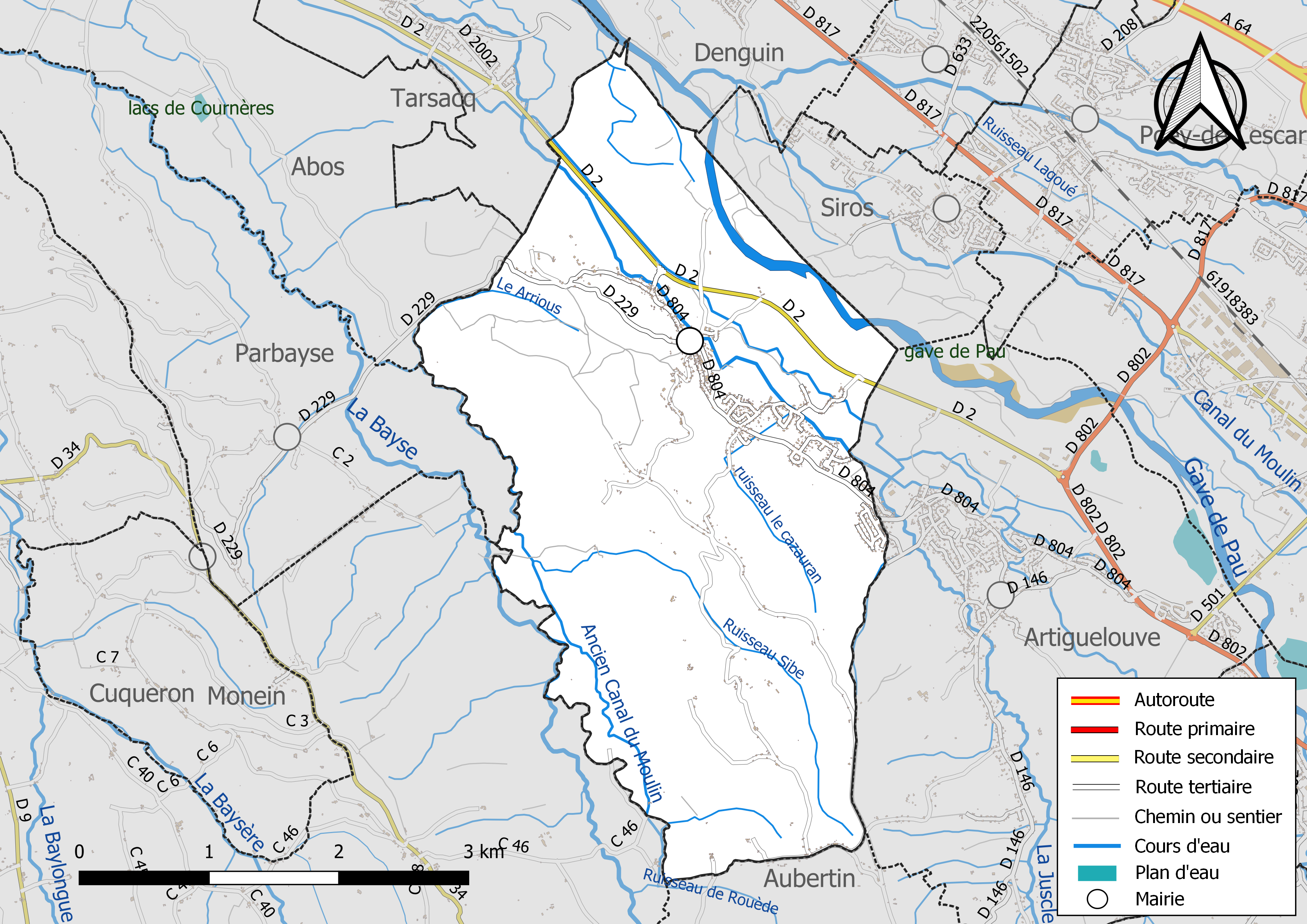
Réseaux hydrographique et routier d'Arbus.

La commune est drainée par le gave de Pau, la Baïse de Lasseube, la Juscle, Ancien Canal du Moulin, un bras du gave de Pau, un bras du gave de Pau, le Arrious, le ruisseau le cazauran, le ruisseau Sibe, et par divers petits cours d'eau, constituant un réseau hydrographique de 24 km de longueur totale,.
Le gave de Pau, d'une longueur totale de 192,8 km, prend sa source dans la commune de Gavarnie-Gèdre et s'écoule du sud-est vers le nord-ouest. Il longe la commune sur son flanc nord-est et se jette dans l'Adour à Saint-Laurent-de-Gosse, après avoir traversé 88 communes.
La Baïse de Lasseube, d'une longueur totale de 40,6 km, prend sa source dans la commune de Gan et s'écoule du sud-est vers le nord-ouest. Elle traverse la commune et se jette dans le gave de Pau à Abidos, après avoir traversé 14 communes.
La Juscle, d'une longueur totale de 22,3 km, prend sa source dans la commune de Saint-Faust et s'écoule du sud-est vers le nord-ouest. Elle traverse la commune et se jette dans le gave de Pau à Bésingrand.

### Climat
Pour des articles plus généraux, voir Climat de la Nouvelle-Aquitaine et Climat des Pyrénées-Atlantiques.
Historiquement, la commune est exposée à un climat de montagne.  
En 2020, Météo-France publie une typologie des climats de la France métropolitaine dans laquelle la commune est toujours exposée à un climat de montagne et est dans la région climatique Pyrénées atlantiques, caractérisée par une pluviométrie élevée (>1 200 mm/an) en toutes saisons, des hivers très doux (7,5 °C en plaine) et des vents faibles.
Pour la période 1971-2000, la température annuelle moyenne est de 13,3 °C, avec une amplitude thermique annuelle de 14 °C. Le cumul annuel moyen de précipitations est de 1 201 mm, avec 12 jours de précipitations en janvier et 8,3 jours en juillet. Pour la période 1991-2020, la température moyenne annuelle observée sur la station météorologique la plus proche, située sur la commune de Monein à 6 km à vol d'oiseau, est de 14,2 °C et le cumul annuel moyen de précipitations est de 1 228,6 mm,. Pour l'avenir, les paramètres climatiques de la commune estimés pour 2050 selon différents scénarios d'émission de gaz à effet de serre sont consultables sur un site dédié publié par Météo-France en novembre 2022.

### Milieux naturels et biodiversité

#### Réseau Natura 2000
Le réseau Natura 2000 est un réseau écologique européen de sites naturels d'intérêt écologique élaboré à partir des Directives « Habitats » et « Oiseaux », constitué de zones spéciales de conservation (ZSC) et de zones de protection spéciale (ZPS).
Un site Natura 2000 a été défini sur la commune au titre de la « directive Habitats », : 
- le « gave de Pau », d'une superficie de 8 194 ha, un vaste réseau hydrographique avec un système de saligues[Note 4] encore vivace[20] et une au titre de la « directive Oiseaux »[19],[Carte 3] :
- le « barrage d'Artix et saligue du gave de Pau », d'une superficie de 3 360 ha, une vaste zone allongée bordant les saligues du gave[Note 4], et incluant des terres agricoles et urbaines en amont d'un barrage[21].

#### Zones naturelles d'intérêt écologique, faunistique et floristique
L’inventaire des zones naturelles d'intérêt écologique, faunistique et floristique (ZNIEFF) a pour objectif de réaliser une couverture des zones les plus intéressantes sur le plan écologique, essentiellement dans la perspective d’améliorer la connaissance du patrimoine naturel national et de fournir aux différents décideurs un outil d’aide à la prise en compte de l’environnement dans l’aménagement du territoire.
Une ZNIEFF de type 1 est recensée sur la commune, : 
le « lac d'Artix et les saligues aval du gave de pau » (779,72 ha), couvrant 12 communes du département et deux ZNIEFF de type 2,, : 
- les « coteaux et vallées "bocagères" du Jurançonnais » (20 986,16 ha), couvrant 23 communes du département[24] ;
- le « réseau hydrographique du gave de Pau et ses annexes hydrauliques » (3 000,84 ha), couvrant 71 communes dont 10 dans les Landes, 59 dans les Pyrénées-Atlantiques et 2 dans les Hautes-Pyrénées[25].

## Urbanisme

### Typologie
Au 1er janvier 2024, Arbus est catégorisée bourg rural, selon la nouvelle grille communale de densité à sept niveaux définie par l'Insee en 2022.
Elle appartient à l'unité urbaine de Pau, une agglomération intra-départementale regroupant 55  communes, dont elle est une commune de la banlieue,,. Par ailleurs la commune fait partie de l'aire d'attraction de Pau, dont elle est une commune de la couronne,. Cette aire, qui regroupe 227 communes, est catégorisée dans les aires de 200 000 à moins de 700 000 habitants,.

### Occupation des sols

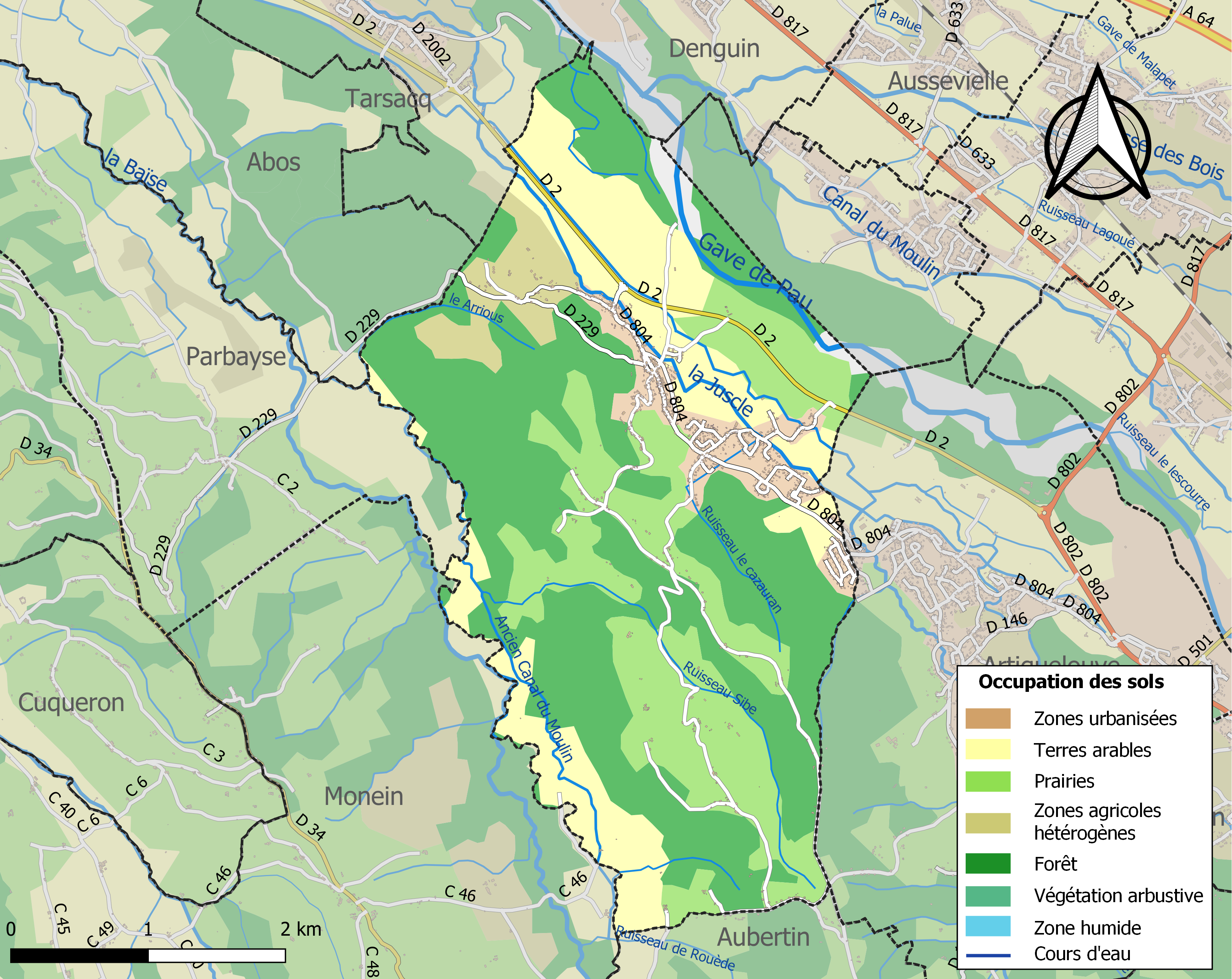
Carte des infrastructures et de l'occupation des sols de la commune en 2018 (CLC).

L'occupation des sols de la commune, telle qu'elle ressort de la base de données européenne d’occupation biophysique des sols Corine Land Cover (CLC), est marquée par l'importance des territoires agricoles (48,6 % en 2018), en diminution par rapport à 1990 (50,2 %). La répartition détaillée en 2018 est la suivante : 
forêts (44,1 %), prairies (24,6 %), terres arables (19,5 %), zones urbanisées (6,1 %), zones agricoles hétérogènes (4,4 %), espaces ouverts, sans ou avec peu de végétation (1,2 %). L'évolution de l’occupation des sols de la commune et de ses infrastructures peut être observée sur les différentes représentations cartographiques du territoire : la carte de Cassini (XVIIIe siècle), la carte d'état-major (1820-1866) et les cartes ou photos aériennes de l'IGN pour la période actuelle (1950 à aujourd'hui).

### Lieux-dits et hameaux
- Alicq[6],[31]
- Barraqué[6]
- Barrère[6]
- Bédat[6]
- Bellocq[6]
- Berduc[6]
- Bert[6]
- Biscar[6]
- Bordes[6]
- Candau[6]
- Cap d'Arrandes[6]
- Castaing[6]
- Castéra[6]
- Catroui[6]
- Chigé[6]
- Croutzé[6]
- Fages[6]
- Ferrou[6]
- Gaurrat[6]
- Laborde[6]
- Labourdette[6]
- Lacroix[6]
- Lagré[6]
- Lahitte[6]
- Lalanne[6]
- Laplace[6]
- Larribot[6]
- Larrieste[6]
- Laugary[6]
- Manciet[6]
- Monget[6]
- Mounes[6]
- Parisot[6]
- Pé de Lahore[6]
- Peyrounet[6]
- Pommé[6]
- Priou[6]
- Ramonteu[6]
- Rauly[6]
- Saint-Sorque[6]
- Sarthou[6]
- Serviau[6]
- Sibé[6],[31]
- Sibers[6]
- Tourangé[6]
- les Tourne-Brides[6]
- Tuheil[6]
- Vigneau[6]

### Voies de communication et transports
La commune est desservie par les routes départementales D 2, D 229 et D 804. Le réseau interurbain des Pyrénées-Atlantiques y possède 3 arrêts (Mairie, Larribot et Clos Bédat), sur la ligne  , menant de Monein à Pau.

### Risques majeurs
Le territoire de la commune d'Arbus est vulnérable à différents aléas naturels : météorologiques (tempête, orage, neige, grand froid, canicule ou sécheresse), inondations, mouvements de terrains et séisme (sismicité moyenne). Il est également exposé à un risque technologique, le transport de matières dangereuses, et à un risque particulier : le risque de radon. Un site publié par le BRGM permet d'évaluer simplement et rapidement les risques d'un bien localisé soit par son adresse soit par le numéro de sa parcelle.

#### Risques naturels
La commune fait partie du territoire à risques importants d'inondation (TRI) de Pau, regroupant 34 communes concernées par un risque de débordement du gave de Pau, un des 18 TRI qui ont été arrêtés fin 2012 sur le bassin Adour-Garonne. Les événements antérieurs à 2014 les plus significatifs sont les crues de 1800, crue la plus importante enregistrée à Orthez (H = 15,42 m au pont d'Orthez), du 23 juin 1875, exceptionnelle par son ampleur géographique, des 27 et 28 octobre 1937, la plus grosse crue enregistrée à Lourdes depuis 1875, du 3 février 1952, du 27 janvier 1972 (10,46 m à Orthez pour Q = 725 m3/s), du 28 novembre 1974, du 1er juin 1978 (3,40 m à Rieulhès pour Q = 504 m3/s) et du 19 juin 2013. Des cartes des surfaces inondables ont été établies pour trois scénarios : fréquent (crue de temps de retour de 10 ans à 30 ans), moyen (temps de retour de 100 ans à 300 ans) et extrême (temps de retour de l'ordre de 1 000 ans, qui met en défaut tout système de protection). La commune a été reconnue en état de catastrophe naturelle au titre des dommages causés par les inondations et coulées de boue survenues en 1982, 1988, 2009 et 2018,.

La commune est vulnérable au risque de mouvements de terrains constitué principalement du retrait-gonflement des sols argileux. 

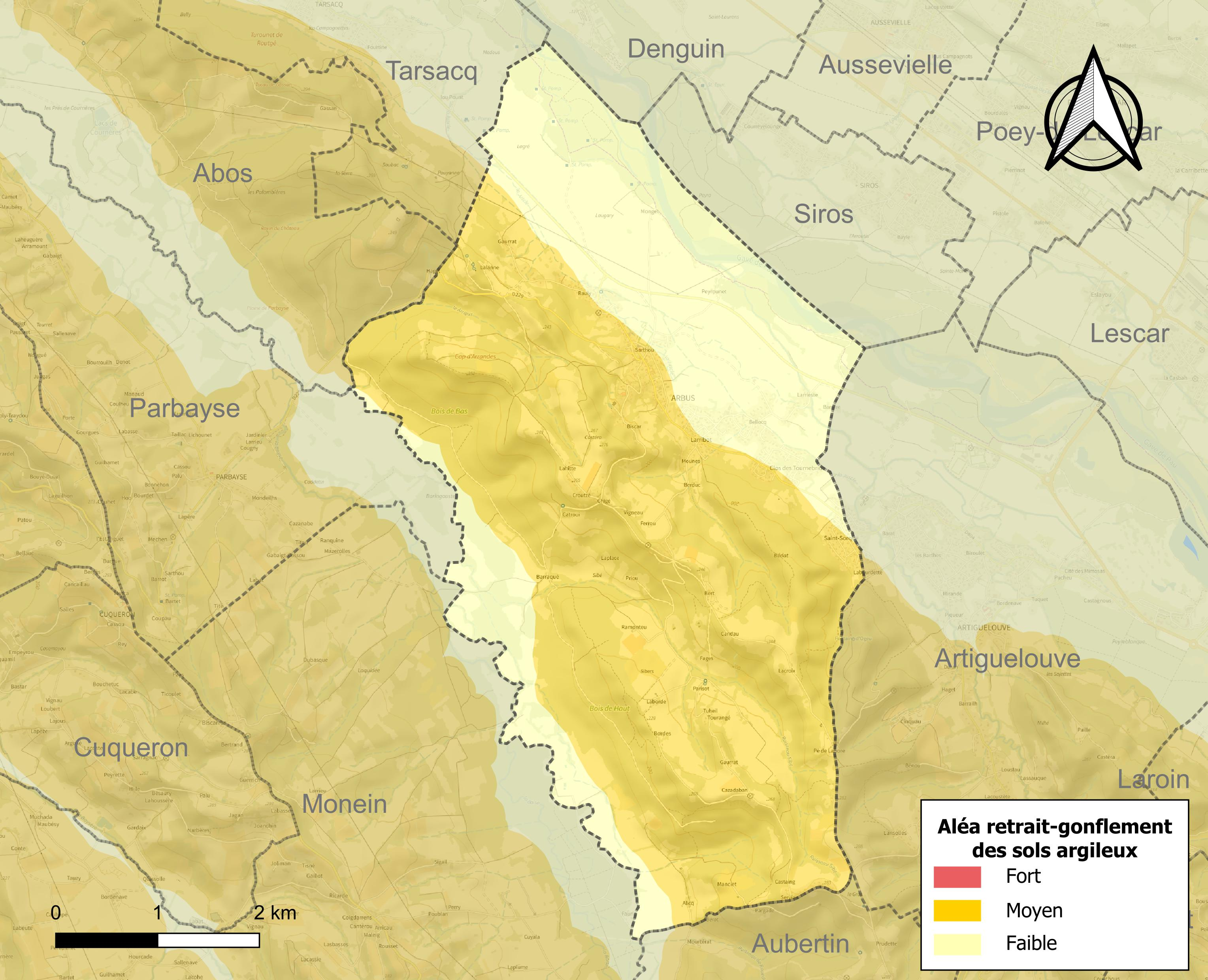
Carte des zones d'aléa retrait-gonflement des sols argileux d'Arbus.

Cet aléa est susceptible d'engendrer des dommages importants aux bâtiments en cas d’alternance de périodes de sécheresse et de pluie. 67,3 % de la superficie communale est en aléa moyen ou fort (59 % au niveau départemental et 48,5 % au niveau national). Depuis le 1er octobre 2020, en application de la loi ELAN, différentes contraintes s'imposent aux vendeurs, maîtres d'ouvrages ou constructeurs de biens situés dans une zone classée en aléa moyen ou fort,.
Concernant les mouvements de terrains, la commune a été reconnue en état de catastrophe naturelle au titre des dommages causés par des mouvements de terrain en 2015 et par des glissements de terrain en 1994.

#### Risque particulier
Dans plusieurs parties du territoire national, le radon, accumulé dans certains logements ou autres locaux, peut constituer une source significative d’exposition de la population aux rayonnements ionisants. Selon la classification de 2018, la commune d'Arbus est classée en zone 2, à savoir zone à potentiel radon faible mais sur lesquelles des facteurs géologiques particuliers peuvent faciliter le transfert du radon vers les bâtiments.

## Toponymie
Le toponyme Arbus est mentionné en 1170 (titres de Barcelone) et apparaît sous la forme 
Arbuus (1307, cartulaire d'Orthez), 
Arbus (1385, censier de Béarn) et 
Arbus sur la carte de Cassini (fin XVIIIe siècle).
Selon Michel Grosclaude, il s'agit d'une racine aquitanienne, *arb-, signifiant « herbe » (a rapprocher de alpe), et d'un suffixe collectif -untz, donc, le nom signifierait « endroit où il y a de l'herbe ».
Alicq, toponyme désignant une ferme, est mentionné en 1863 par le dictionnaire topographique Béarn-Pays basque.
Paul Raymond signal, en 1863, un écart du nom de Loubagnon, mentionné en 1775 sous la graphie Looubagnon (terrier d'Arbus).
Saint-Mamet est un hameau d’Arbus signalé par le dictionnaire topographique de 1863.
Sibé est un hydronyme, désignant un tributaire de la Baïse de Lasseube.

## Histoire
Paul Raymond note qu'en 1385, Arbus comptait quarante feux et dépendait du bailliage de Pau. La commune était une dépendance du marquisat de Gassion.

## Politique et administration

### Liste des maires
| Période                                  | Période  | Identité       | Étiquette | Qualité          |
| ---------------------------------------- | -------- | -------------- | --------- | ---------------- |
| Les données manquantes sont à compléter. |          |                |           |                  |
| 1995                                     | En cours | Didier Larrieu | PS        | Expert comptable |

### Intercommunalité
La commune d'Arbus fait partie de sept structures intercommunales :
- la communauté d'agglomération de Pau Béarn Pyrénées ;
- le SIVU pour l'aménagement et la gestion des cours d'eau du bassin des Baïses ;
- le SIVU pour le service de soins infirmiers à domicile pour personnes âgées du canton de Lescar ;
- le syndicat d'aménagement du bassin versant de la Juscle et de ses affluents ;
- le syndicat d'énergie des Pyrénées-Atlantiques ;
- le syndicat intercommunal d'eau et d'assainissement Gave et Baïse ;
- le syndicat intercommunal de défense contre les inondations du gave de Pau.

## Population et société

### Démographie
Les habitants de la commune sont appelés les Arbusiens,.
L'évolution du nombre d'habitants est connue à travers les recensements de la population effectués dans la commune depuis 1793. Pour les communes de moins de 10 000 habitants, une enquête de recensement portant sur toute la population est réalisée tous les cinq ans, les populations de référence des années intermédiaires étant quant à elles estimées par interpolation ou extrapolation. Pour la commune, le premier recensement exhaustif entrant dans le cadre du nouveau dispositif a été réalisé en 2007.

En 2022, la commune comptait 1 235 habitants, en évolution de +4,04 % par rapport à 2016 (Pyrénées-Atlantiques : +3,78 %, France hors Mayotte : +2,11 %).
| 1793 | 1800 | 1806 | 1821 | 1831 | 1836 | 1841 | 1846 | 1851 |
| ---- | ---- | ---- | ---- | ---- | ---- | ---- | ---- | ---- |
| 775  | 673  | 663  | 751  | 869  | 847  | 837  | 900  | 841  |

| 1856 | 1861 | 1866 | 1872 | 1876 | 1881 | 1886 | 1891 | 1896 |
| ---- | ---- | ---- | ---- | ---- | ---- | ---- | ---- | ---- |
| 823  | 776  | 765  | 730  | 758  | 712  | 700  | 636  | 637  |

| 1901 | 1906 | 1911 | 1921 | 1926 | 1931 | 1936 | 1946 | 1954 |
| ---- | ---- | ---- | ---- | ---- | ---- | ---- | ---- | ---- |
| 637  | 614  | 582  | 568  | 499  | 494  | 507  | 445  | 415  |

| 1962 | 1968 | 1975 | 1982 | 1990 | 1999  | 2006  | 2007  | 2012  |
| ---- | ---- | ---- | ---- | ---- | ----- | ----- | ----- | ----- |
| 469  | 470  | 537  | 663  | 965  | 1 031 | 1 076 | 1 082 | 1 106 |

| 2017  | 2022  | - | - | - | - | - | - | - |
| ----- | ----- | - | - | - | - | - | - | - |
| 1 205 | 1 235 | - | - | - | - | - | - | - |

Arbus fait partie de l'aire d'attraction de Pau.

### Enseignement
La commune dispose d'une école primaire.

## Économie
La commune fait partie des zones AOC du vignoble du Jurançon et du Béarn, et partiellement de la zone d'appellation de l'ossau-iraty.

## Culture locale et patrimoine

### Lieux et monuments

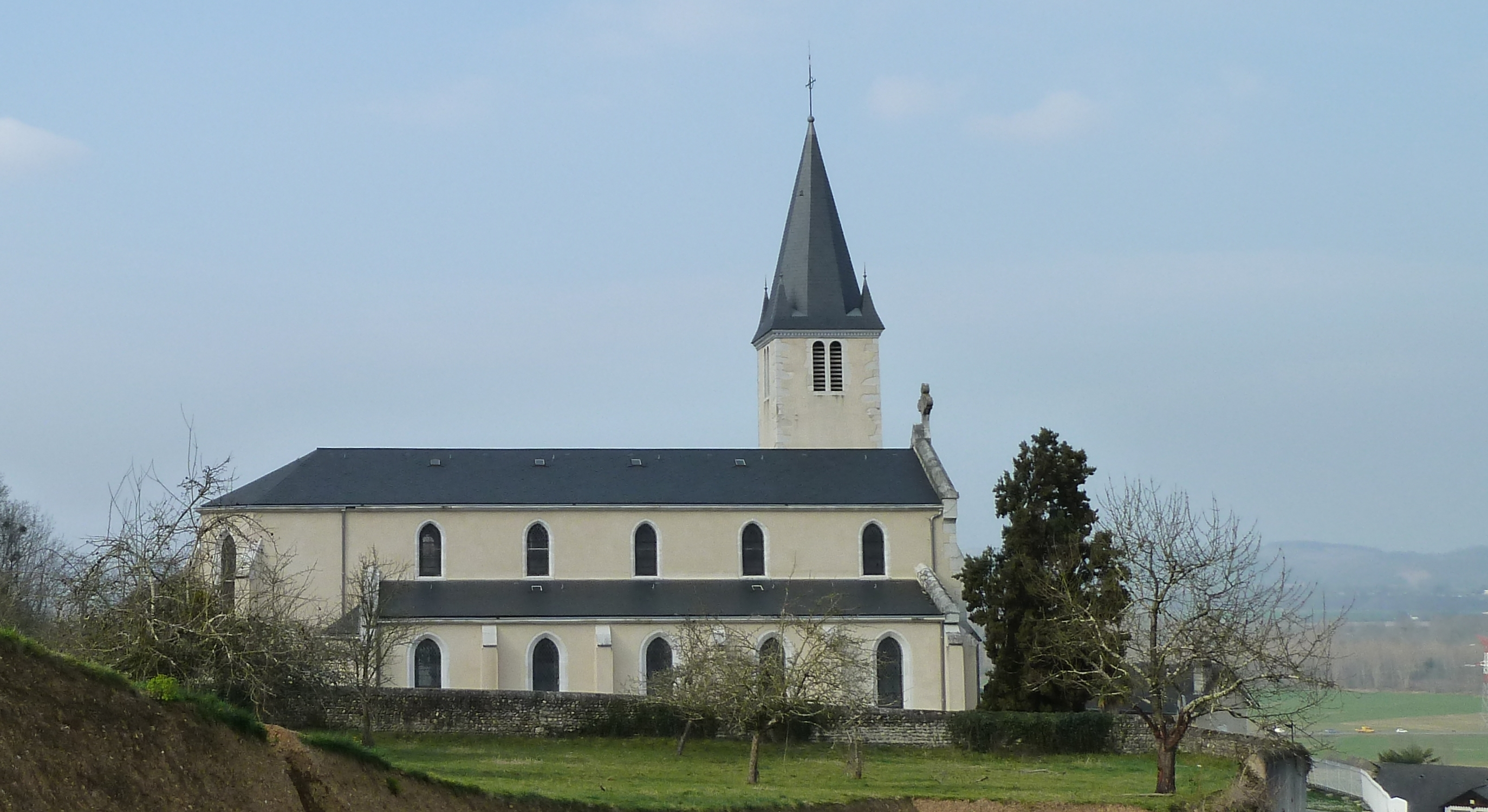
L'église Saint-Mamer.

- L'église Saint-Mamer[54] date de 1868. Elle est référencée à l'Inventaire général du patrimoine culturel depuis 2003.
- Le château d'Arbus.

### Personnalités liées à la commune
- Arnaud II d'Arbus[55] (ou Arnaldus d'Arbouze[56]), évêque de Lescar en 1303[57]-1317[58], 1311[59] ou 1320[60].
- Adolphe Menjou (1890-1963), est un acteur américain dont le père était originaire d'Arbus.
- André Pommiès, né en 1904 à Bordeaux et décédé en 1972 à Arbus, est un militaire français héros de la Résistance.
- Georges Lapassade, né en 1924 à Arbus et décédé en 2008 à Stains, est un philosophe et un sociologue français.